# Merremia sapinii
Merremia sapinii är en vindeväxtart som beskrevs av De Wild. Merremia sapinii ingår i släktet Merremia och familjen vindeväxter. Inga underarter finns listade i Catalogue of Life.